# 미분 형식 전기역학
미분 형식 전기역학(微分形式電氣力學, 영어: p-form electrodynamics)은 전기역학을 임의의 차수의 미분 형식에 대하여 일반화한 것이다. 일반적 전기역학에서는 1차 미분 형식인 전자기 퍼텐셜을 다루는데, 미분 형식 전기역학에서는 이를 임의의 p차 미분 형식으로 바꾼다.

## 정의
일반적 전기역학에서는 1차 미분 형식 {\displaystyle A} (전자기 퍼텐셜)이 존재한다. 이는 진공에서 다음과 같은 맥스웰 방정식을 따른다.
{\displaystyle d*dA=0}
이는 다음과 같은 게이지 변환에 대하여 불변하다.
{\displaystyle A\to A+d\alpha }
마찬가지로, 임의의 p차 미분 형식 {\displaystyle B}에 대하여, 맥스웰 방정식
{\displaystyle d*dB=0}
과 게이지 변환
{\displaystyle B\to B+d\alpha }
을 정의할 수 있다.
진공이 아니라, 전하를 지닌 개체가 있다고 하자. 그렇다면 4차원 시공의 1-형식의 경우에는 전류밀도 1-형식 {\displaystyle J}를 도입한다. 그렇다면 이는
{\displaystyle d*dA=*J}
를 만족하고, 또 {\displaystyle J}는 연속방정식
{\displaystyle d*J=0}
을 만족한다. (즉 {\displaystyle *J}는 닫혀 있다.) 마찬가지로, D차원에서의 p-형식 전기역학에서는 전류밀도 p-형식 {\displaystyle J}를 도입하면,
{\displaystyle d*dA=*J}
{\displaystyle d*J=0}
과 같은 맥스웰 방정식과 연속방정식을 정의할 수 있다. 전류밀도가 p-형식이므로, p-형식 전기역학에서는 대전된 개체는 {\displaystyle (p-1)}-막임을 알 수 있다.

## 제르브
통상적 ({\displaystyle p=1}) 전기역학에서, 게이지 퍼텐셜은 어떤 U(1) 선다발 {\displaystyle L}의 코쥘 접속이다. 시공간 {\displaystyle M} 위에서, 전기 선속의 양자화에 따라, 전자기장의 코호몰로지류 {\displaystyle [F]=2\pi c_{1}(L)}은 정수 계수 2차 코호몰로지의 원소이다.
{\displaystyle [F]/2\pi =c_{1}(L)\in H^{2}(M;\mathbb {Z} )}
여기서 {\displaystyle c_{1}(L)}은 {\displaystyle L}의 1차 천 류이다.
일반적으로, {\displaystyle p}차 형식 퍼텐셜 {\displaystyle A^{(p)}}의 장세기 {\displaystyle F^{(p+1)}}의 코호몰로지류는 {\displaystyle p+1}차 정수 계수 코호몰로지의 원소이다.
{\displaystyle [F^{(p+1)}]/2\pi \in H^{p+1}(M;\mathbb {Z} )}
기하학적으로 2차 정수 계수 코호몰로지가 (1차 천 류를 통해) 선다발에 대응하는 것처럼, 고차 정수 계수 코호몰로지는 기하학적으로 제르브라는, 선다발을 일반화한 개념에 대응한다.

## 끈 이론과의 관계
끈 이론에서는 각종 p차형식 게이지 장이 존재한다. NS-NS에서는 캘브-라몽 장 {\displaystyle B_{\mu \nu }}가 2차 미분 형식을 이룬다. 끈은 1-막이므로 캘브-라몽 장에 대하여 대전된다. R-R에서는 임의의 {\displaystyle p}에 대한 게이지 장이 존재한다. (좀 더 정확히, IIB에서는 짝수 p, IIA에서는 홀수 p에 대한 게이지 장이 존재한다.) M이론에서는 M2-막에 해당하는 3-형식 게이지 장이 존재한다.

## 참고 문헌
- Henneaux, Marc; Claudio Teitelboim (1986년 7월). “p-Form electrodynamics”. 《Foundations of Physics》 16 (7): 593-617. Bibcode:1986FoPh...16..593H. doi:10.1007/BF01889624. ISSN 0015-9018.
- Navarro, J.; J. B. Sancho (2012). “Energy and electromagnetism of a differential k-form”. 《Journal of Mathematical Physics》 53: 102501. arXiv:1201.3504. Bibcode:2012JMP....53j2501N. doi:10.1063/1.4754817.